# 反应性关节炎
反應性關節炎（英語：Reactive arthritis），历史上曾稱為萊特氏症候群（英語：Reiter's syndrome），是一種發炎性關節病變，是一種無菌性的關節炎。身體某個部位接觸細菌、披衣菌等微生物，產生尿道炎或腸胃炎等感染後，才誘發關節產生後續的交叉反應，關節炎發作時關節內卻培養不到該種微生物。患者出現症狀時，「誘發」疾病的感染通常已經痊愈，在那些慢性關節炎患者，感染通常都已緩解，因此難以確定最初的病因。
反应性关节炎(ReA)是一种继发于某些特定部位（如肠道和泌尿生殖道）感染后出现的急性非化脓性关节炎。此類疾病過去被稱為萊特氏症候群、萊特氏病或萊特氏關節炎。現建議以反應性關節炎取代前者，因為漢斯·康拉德·朱利葉斯·萊特（Hans Conrad Julius Reiter）並非第一個描述此症候群的人，他對致病機轉的推論錯誤，且身為納粹的一份子在第二次世界大戰期間的布痕瓦爾德集中營（Buchenwald concentration camp）犯了戰爭罪。
關節炎常伴隨其它典型症狀，表現包括以下三聯症：大關節的關節炎、結膜炎或葡萄膜炎等形式的眼睛發炎、男性的尿道炎或女性的宮頸炎。在性接觸或腸道感染後，若只有關節炎單獨出現也稱為反應性關節炎。患者還可能出現粘膜皮膚病變，包括類似乾癬的皮膚問題，如：環狀龜頭炎（circinate balanitis）和膿溢性皮膚角化病（keratoderma blennorrhagicum）。跟腱處可能出現著骨點炎，造成足跟疼痛。並非所有患者都會出現全部的症狀。
臨床上出現關節炎的關節數通常少於五個（寡關節炎），通常包括膝關節或薦腸關節。關節炎可能具「累加性」（除了主要受影響的關節外，後續可以有更多發炎的關節累加發生）或「遊走性」（一開始發炎的部位好轉後，在另一部位出現新的關節炎）。
反應性關節炎是一種類風濕因子血清檢驗陰性，與 HLA-B27 有關的關節炎，通常是由泌尿生殖道或胃腸道感染引起。最常見的誘因是腸道感染（包括：沙門氏菌屬、志賀氏菌屬或彎曲菌屬）和性接觸傳染（砂眼衣原體）。然而，A型鏈球菌感染後也可能發生關節炎和其它症狀，但這種症候群特稱為風溼熱。
疾病好發於 20 至 40 歲間，男性比女性普遍，白人比黑人多。這是由於白人具有 HLA-B27 基因的比率較高。它能以流行病的形式發生。人類免疫缺陷病毒患者發生反應性關節炎的風險較高。
第一次和第二次世界大戰期間，多數患者被關注的重點在關節炎、尿道炎和結膜炎（通常合併其他皮膚粘膜病變）等三聯症上，在當時也被稱為菲辛格·勒羅伊·萊特（Fiessinger-Leroy-Reiter）症候群。

## 症狀和體徵

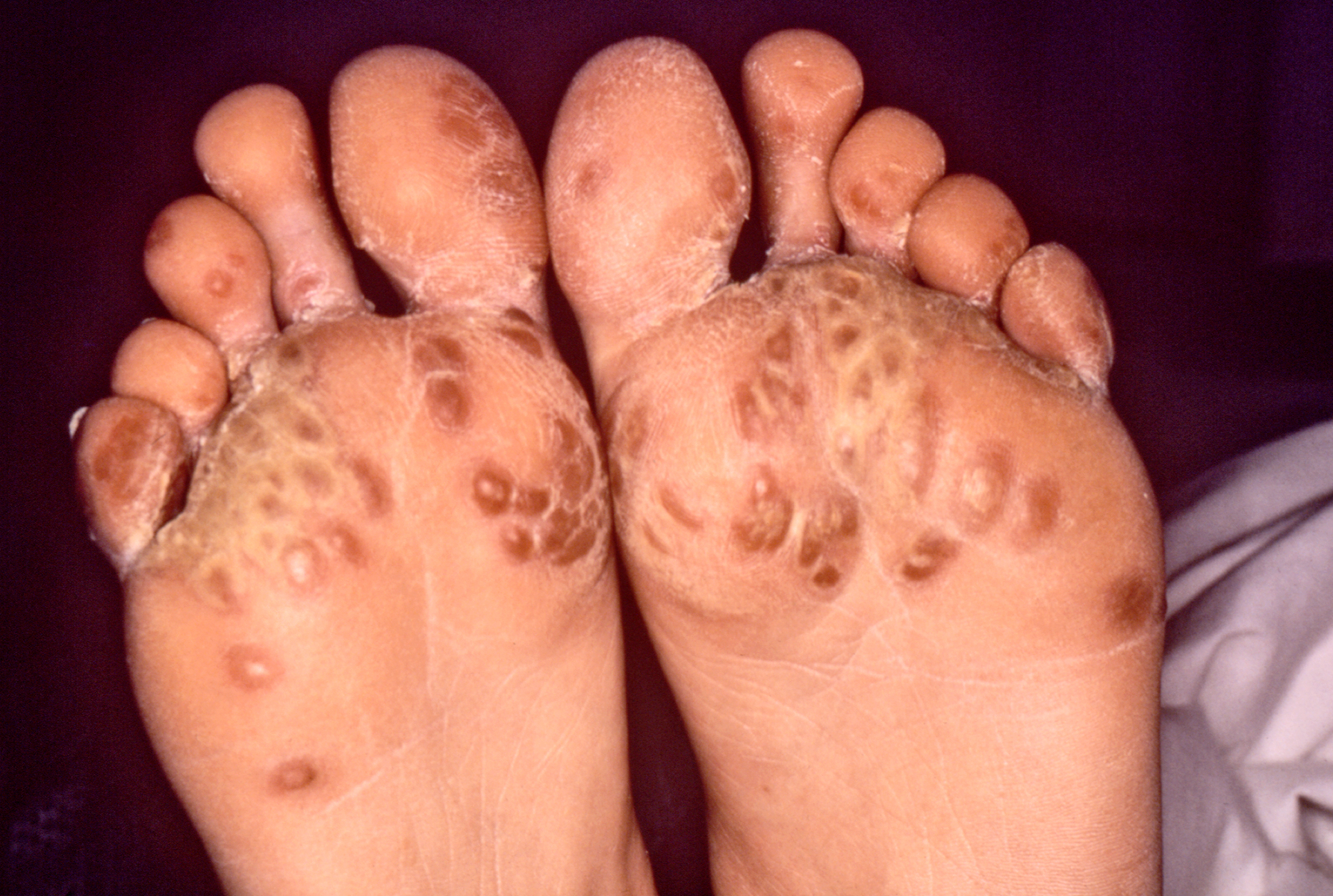
膿溢性皮膚角化病，反應性關節炎患者的足底。

- 因為常見症狀會影響到眼睛、泌尿系統及手腳，有個反應性關節炎的臨床記憶術口訣：「看不見，不能尿，不能爬樹」[13]。
- 經典的三聯症包括：
  - 結膜炎
  - 非淋菌性尿道炎
  - 非對稱性的寡關節炎

### 前驅感染
- 症狀通常在疾病發作事件（腸道或尿道感染）的症狀開始後的 1-3 週內出現，但也範圍可能在 4 到 35 天之間不等。
- 此症候群的經典表現始於泌尿道症狀，如：尿道炎造成的排尿時灼痛（排尿疼痛）或排尿次數增加（頻尿）。其他可能出現的泌尿生殖系統問題，如：男性的前列腺炎和女性的宮頸炎、輸卵管炎（英语：salpingitis）和／或陰道炎。

### 關節炎
- 在前驅感染發生後數天至數周內出現，常為急性發作，多為非對稱性寡關節炎。
- 以下肢大關節為主大關節，如：膝關節出現單關節炎，造成關節的疼痛和腫脹（英语：Swelling (medical)）。有時會出現指間關節的非對稱性關節炎，但通常不會侵犯手部及腕部的小關節。也可能是影響脊椎關節或薦腸骨關節（骶髂關節）的中軸關節炎。
- 患者可能有著骨點炎造成足跟痛的跟腱炎或足底筋膜炎；約有 20 至 40% 男性患者合併環狀龜頭炎（balanitis circinata 或 circinate balanitis），這是一種陰莖上的皮膚病變。

### 著骨點炎
- 著骨點炎也很常見，患者可能因為阿基里斯腱炎或足底筋膜炎，而出現腳跟痛。
- 指炎或趾炎（英语：Dactylitis）是單獨一個手指或腳趾的瀰漫性（整根手指或腳趾）腫脹，酷似香腸，又稱「香腸指（趾）」，這是反應性關節炎和其他周邊型脊椎關節炎的特徵，但也可能出現在多關節型痛風和結節病。

### 關節外表現
- 眼睛症狀（輕度雙眼結膜炎）出現在大約 50％ 泌尿生殖系統型反應性關節炎的男性患者中，及大約 75% 的腸道型反應性關節炎的男性患者。結膜炎、角膜炎和葡萄膜炎能使眼睛發紅、眼痛和刺激感或視力模糊。眼睛症狀通常發生在疾病早期，且症狀可能會來去去。
- 一小部分男性和女性患者的腳掌上形成了小型硬結節（英语：Nodule (medicine)），稱為膿溢性皮膚角化病，此病變較少出現在手掌或其他部位。在經典三聯症沒出現時，看到膿溢性皮膚角化病，就視同診斷反應性關節炎。皮下結節也是此疾病的特徵。
- 皮膚粘膜病變：常見變化包括反覆發生的口腔潰瘍。某些患者的潰瘍是沒有痛感，因此患者並不會發現。此外，患者口腔中出現反覆口腔潰瘍、地圖舌（英语：geographic tongue）和遊走性口腔炎（英语：migratory stomatitis）的盛行率高於普通人群[14]。
- 泌尿生殖系統：環狀龜頭炎、膀胱炎及攝護腺炎（排尿疼痛或不順）等，女性患者可能會有子宮頸炎及輸卵管炎（英语：salpingitis）。
- 部分患者會出現嚴重的胃腸道問題，類似克隆氏症。
- 約有 10％ 的反應性關節炎患者，特別是那些病程較長的，將會出現心臟病症，包括主動脈瓣關閉不全（英语：aortic regurgitation）和心包炎。反應性關節炎也可能是其它關節疾病的的先兆，如：僵直性脊椎炎。
- 全身症狀：發燒、疲勞無力、體重減輕

## 原因
參見：與皮膚疾病相關的人類白細胞抗原等位基因清單
反應性關節炎與第六對染色體上的 HLA-B27（人類白血球組織抗原 B27 型）基因有關，且出現著骨點炎是基本病理變化並由前驅感染誘發。美國最常見的前驅感染是生殖道的砂眼衣原體（Chlamydia trachomatis）感染。全球範圍內，其它已知會引起反應性關節炎的其他細菌感染中，最常見的包括解脲尿漿菌（Ureaplasma urealyticum）、沙門氏菌屬、志賀氏菌屬、耶爾辛氏菌屬和彎曲菌屬。
食物中毒或消化道感染爆發後，也可能造成後續的反應性關節炎（上述細菌的最後四個菌屬都是腸道菌）。腹瀉後引起反應性關節炎最常見的病原是志賀氏菌（Shigella）。尿道炎後引起反應性關節炎的最常見病原是沙眼衣原體（Chlamydia trachomatis）。尿漿菌（Ureaplasma）和黴漿菌（mycoplasma）引起的反應性關節炎較罕見。有一些間接證據顯示其它病原體可能也會誘發疾病，但細節尚不清楚。
反應性關節炎通常在已知感染後 1-3 週左右發生。感染病原體與宿主免疫反應間的相互作用機制尚不清楚。關節液病原體（感染）培養為陰性，代表關節內沒有活的病原體存在，因此反應性關節炎的病因有兩個可能推論：細菌抗原與關節內組織，可能因組成或結構相近而產生交叉反應，引請後續的自體免疫反應；或是細菌的抗原以某種方式沉積在關節中，免疫系統針對細菌抗原產生後續的免疫反應。

## 診斷
臨床症狀很少，但臨床表現主要是一個或多個關節的關節炎，造成患處疼痛、腫脹、發紅和發熱。
在尿道，子宮頸和咽喉進行擦抹試驗培養可能的病原體。還可以進行尿液和糞便樣本或是由關節穿刺術取得的關節液培養。
雖然，C反應蛋白和紅血球沉降率的是沒有特異性的檢驗，但兩者可用來確認診斷。同時能進 HLA-B27 基因的血液檢驗，約有 75% 的反應性關節炎患者具有這個基因。

### 診斷標準
儘管沒有確定診斷反應性關節炎的明確標準，美國風濕病學會已出版靈敏度和特異度指引。
| 診斷方法                                               | 靈敏度 | 特異度 |
| ------------------------------------------------------ | ------ | ------ |
| 1. 關節炎發作 1 個月以上合併尿道炎和/或宮頸炎          | 84.3%  | 98.2%  |
| 2. 關節炎發作 1 個月以上合併尿道炎或宮頸炎或雙側結膜炎 | 85.5%  | 96.4%  |
| 3. 關節炎發作、結膜炎、尿道炎                          | 50.6%  | 98.8%  |
| 4. 關節炎發作 1 個月以上、結膜炎和尿道炎               | 48.2%  | 98.8%  |

## 治療
治療的首要目標在識別並根除潛在（如果仍然存在的）感染源，並在需要時適當使用抗生素。此外，則是針對每個各別症狀或問題對症處理。非特異性尿道炎可以短天期四環黴素治療。發炎或其它疼痛症狀可以使用鎮痛藥，特別是非類固醇抗炎藥。其他治療無效且合併嚴重反應性症狀的患者，可能需要使用類固醇、柳氮磺胺吡啶（sulfasalazine）和其它免疫抑制劑。局部皮質類固醇有助於治療虹膜炎。

## 預後
反應性關節炎的病程可能會自然痊癒、經常反復發作、慢性或進行性的關節破壞。大多數患者的嚴重症狀持續數周至六個月。其中 15 至 50％ 患者的關節炎會反覆發作。慢性關節炎或薦腸關節炎患者占其中的 15-30%。延續多年的反覆發作很常見，最終病情有時會轉變為慢性且破壞關節的關節炎、心血管疾病、類澱粉沈積症、僵直性脊椎炎、IgA 腎病變、心臟傳導異常或主動脈炎合併主動脈瓣關閉不全。然而，大多數反應性關節炎患者的預期壽命與一般人相近，且適度調整生活以保護受影響的器官，尚能維持接近正常的生活方式。

## 流行病學
由於女性的診斷可能被低估，反應性關節炎正確發生率難以估計。以下數個已完成的研究可供參考。在西元 1988 至 1990 年之間的挪威，衣原體引起的反應性關節炎的發病率為每10萬人中 563.3 人，而腸道菌群引起的則為每10萬人中 5 人。西元 1978 年芬蘭，反應性關節炎的年發生率為每10萬人 5835.7 人。

## 歷史
反應性關節炎患者若同時出現眼睛和泌尿生殖系統症狀的三聯症時，常被冠名而被稱為「萊特氏症候群」。德國醫師漢斯·康拉德·朱利葉斯·萊特（Hans Conrad Julius Reiter），同時也是納粹黨的領導之一，在發表的文獻中描述了他在第一次世界大戰期間（1916年）治療的一位騎兵軍官，患者在痢疾後，隨即出現關節炎、尿道炎和結膜炎。萊特允許對集中營的受害者進行實驗，綜合其它原因目前已不建議使用「萊特氏症候群」，宜正名為「反應性關節炎」。
許多醫師建議不應為此病症冠上他的名字，因此使用他的名字的數量日益減少。萊特醫師任職於納粹黨，特別是他參與布痕瓦爾德集中營內強迫受害者進行不人道的人體實驗，為此他在第二次世界大戰結束時被補，並在紐倫堡審判中被判戰爭罪。這個罪證足以掩蓋他的醫學成就。此外，他並不是第一個描敘關節炎和其他症狀關聯的醫師，在19世紀，已有醫師描述反應性關節炎的三聯症，且過去曾用「尿道炎性關節炎（arthritis urethritica）」、「性病性關節炎（venereal arthritis）」和「腸炎性多關節炎（polyarteritis enterica）」等名字為此疾病命名過。

## 著名患者
- 據推測，意大利出生的探險家克裏斯托弗·哥倫布（Christopher Columbus）患有反應性關節炎，可能是因此病引起的心臟病致死[24]。
- 帕特·布坎南（Pat Buchanan），美國保守派政治評論員、作家、聯合專欄作家、政治家和廣播員。
- P·J·蓋勒（英语：P. J. Gallagher (comedian)）[25]
- 伊恩·默里（英语：Ian Murray (footballer)）（Ian Murray），蘇格蘭足球員[26]
- 馬克·聖約翰（Mark St. John），曾是Kiss合唱團的吉他手
- 柯克·布蘭登（Kirk Brandon），命運之矛樂團（英语：Spear of Destiny (band)） 的主唱
- 丹尼爾·約翰斯（Daniel Johns）[27]
- 史蒂夫·沃爾特斯（英语：Steve Walters (footballer)）（Steve Walters），足球員及足球教練巴里·貝內爾（Barry Bennell）性侵犯的受害者[28]。

## 外部連結
- eMedicine（页面存档备份，存于）
- Questions and Answers about Reactive Arthritis（页面存档备份，存于） - US National Institute of Arthritis and Musculoskeletal and Skin Diseases
- Reactive arthritis topic list - Merck Manual
- Reiter's Syndrome - WrongDiagnosis.com
- MorbusReiter.de（页面存档备份，存于） one patient of the rare reactive arthritis is offering to other patients a platform with information, guestbook and forum.
- 高醫醫訊第十七卷第三期 萊特氏症候群
- 反應性關節炎 好發在年輕人（页面存档备份，存于）
- 反應性關節炎易被誤為痛風性關節炎（页面存档备份，存于）
- 外遊飲食要小心　防反應性關節炎（页面存档备份，存于）